# Йозеф Харпе
Йозеф Харпе, (на немски: Josef Harpe) е германски генерал-полковник, който служи по време на Първата и Втората световна война.
Харпе е роден на 21 септември 1887 в Буер близо до Реклингхаузен, провинция Вестфалия и умира на 80 г. в Нюрнберг, Бавария през 1968 г.

## Военна кариера
Харпе се присъединява към Пруската армия на 28 септември 1909 г. като кадет и е прехвърлен в 56-и пехотен полк през 1911 г. Повишен в чин лейтенант на 20 март той участва с този полк през Първата световна война. В края на Първата световна война той заема позицията на командир.
След войната Харпе остава в Райхсвера на военна служба, а през 1931 г. под псевдонима Директор Хакер (на немски: Direktor Hacker) той заема водеща позиция в тайните немско-руски Танк училища (Организация Кама) в Казан (Русия). Три години по късно на 1 август той е повишен като подполковник и става командир на 3-ти танков полк на следващата година. От 1 януари 1937 г., той е натоварен със задачата да командва 1-ва танкова бригада и е възпроизведен в чин полковник. След службата си на Източния фронт от 1945 г. той приключва званието си като генерал на 5-а танкова армия, а на Западния фронт с ранг генерал-полковник. Заловен е от американци и е държан в плен до 1948 г.

## Награди
- Железен кръст (1914 г.)
  - II степен (21 септември 1914 г.)
  - I степен (3 септември 1915 г.)
- Значка за раняване (1914 г.) – Черна
- Кръст на честта
- Сребърна пластинка към Железния кръст II и I степен
- Танкова значка – Сребърна
- Медал източен фронт
- Рицарски кръст с дъбови листа, мечове и диаманти
  - Носител на Рицарски кръст (13 август 1941 г.) като генерал-майор и командир на 12-а танкова дивизия
  - Носител на дъбови листа № 55 (31 декември 1941 г.) като генерал-майор и командир на 12-а танкова дивизия
  - Носител на мечове № 36 (15 септември 1943 г.) като генерал от танковите войски и генерал-комендант на 41-ви танков корпус
- Германски кръст (19 февруари 1943 г.) – Златен
- Орден на короната (Румъния)
- Споменат в ежедневния доклад на Вермахтберихт (1 януари 1944 г.)